# Гессер, Устин Иосифович
Устин Иосифович Гессер (1928—2018) — советский работник промышленности.
Автор ряда патентов и изобретений.

## Биография
Родился 18 января 1928 года в городе Болград (Королевство Румыния).
С началом Великой Отечественной войны семья эвакуировалась в Томскую область, там работал лесорубом в одном из леспромхозов Шегарского района и окончил в 1950 году Томский машиностроительный техникум. Затем переехал в Алтайском край. С 1950 по 1972 год работал на Алтайском тракторном заводе, где прошёл трудовой путь от сменного мастера до начальника инструментально-производственного корпуса. Без отрыва от производства в 1956 году окончил вечернее отделение Алтайского института сельскохозяйственного машиностроения (ныне Алтайский государственный технический университет).
В 1972 году переехал в Набережные Челны и стал работать на заводе «КАМАЗ» сразу заместителем главного инженера по инструментальному производству. С 1979 года в течение двенадцати лет был главным инженером Ремонтно-инструментального завода — подразделения «КАМАЗа». С 1993 года работал заместитель генерального директора Ремонтно-инструментального завода (РИЗ) по качеству. В 2006 году был назначен советником генерального директора ОАО «КАМАЗинструментспецмаш». С 2009 года работал консультантом директора РИЗ. Только в феврале 2015 года, в возрасте 87 лет, Устин Иосифович уволился на заслуженный отдых.
Умер 22 марта 2018 года в городе Набережные Челны, где и был похоронен.

## Награды
- Награждён орденами Трудового Красного Знамени (1971), «Знак Почёта» (1977) и Дружбы народов (1981), а также медалями, в числе которых «За доблестный труд в Великой Отечественной войне 1941—1945 гг.» и две медали ВДНХ СССР.
- Лауреат премии Совета Министров СССР (1985).
- «Ударник строительства КамАЗа» (1988), «Заслуженный инструментальщик КамАЗа» (1987).
- В 2012 году был поощрён Благодарственным письмом министра промышленности и торговли Республики Татарстан.[3]
- Почётный гражданин города Набережные Челны (2001).